# Mantova Challenger 2001
Il Mantova Challenger 2001 è stato un torneo di tennis facente parte della categoria ATP Challenger Series nell'ambito dell'ATP Challenger Series 2001. Il torneo si è giocato a Mantova in Italia dal 9 al 15 luglio 2001 su campi in terra rossa.

## Vincitori

### Singolare
Diego Hipperdinger ha battuto in finale  Jean-Baptiste Perlant con il punteggio di 4–6, 6–4, 6–3

### Doppio
Stefano Galvani /  Salvador Navarro hanno battuto in finale  Alessandro Guevara /  Rodrigo Ribeiro con il punteggio di 7–6(6), 7–6(4)